# Kleinarl
Kleinarl is een gemeente in de Oostenrijkse deelstaat Salzburger Land, en maakt deel uit van het district Sankt Johann im Pongau.
Kleinarl telt 743 inwoners.

## Skigebied
Kleinarl heeft een skigebied dat is verbonden met Flachauwinkl. Er is in Kleinarl een dalstation. Het skigebied van Kleinarl is niet zo groot, maar maakt onderdeel uit van de Salzburger SkiAmade. Dat betekent dat met de skipas van Kleinarl ook geskied kan worden in bijvoorbeeld Wagrain, Flachau en/of Zauchensee. Het skigebied van Kleinarl beslaat 18 km pistes. Hiervan zijn 2 km zwarte pistes, 6 km rode pistes en 10 km blauwe piste.

## Geboren in Kleinarl
- Sepp Neumayr (3 april 1942 - 12 september 2020) componist, dirigent en muziekuitgever
- Annemarie Moser-Pröll (27 maart 1953) een voormalige Oostenrijkse alpineskiester.